# ايسيدن كريستي
ايسيدن كريستي (بالإنجليزية: Iyseden Christie)‏ (14 نوفمبر 1976 بكوفنتري في المملكة المتحدة - ) هو لاعب كرة قدم بريطاني في مركز الهجوم. لعب مع ستيفيناغ بوروه وكوفنتري سيتي ونادي بورنموث ونادي فارنبوروه ونادي كيترينغ تاون وHalesowen Town F.C. ‏ وSutton Coldfield Town F.C. ‏ وتيلفورد يونايتد وAlfreton Town F.C. ‏ ونادي كيدرمينستر هاريرز لكرة القدم ونادي مانسفيلد تاون ونونيتون بورو ‏ ونادي تاموورث ونادي ليتون أورينت ونادي كينغز لين ونادي توركي يونايتد ونادي بارويل وBedworth United F.C. ‏ ونادي روتشديل وCoventry Sphinx F.C. ‏.

## وصلات خارجية
- ايسيدن كريستي على موقع قاعدة بيانات كرة القدم.إي يو (الإنجليزية)
- ايسيدن كريستي على موقع Soccerbase.com (لاعب) (الإنجليزية)
- ايسيدن كريستي على موقع عالم كرة القدم.نت (الإنجليزية)